# Chiesa di Santa Teresa (Nardò)
La chiesa di Santa Teresa, con l'annesso convento, è un complesso monastico situato nel centro storico di Nardò, in provincia di Lecce.

## Descrizione
Chiesa e monastero furono realizzati in due momenti differenti della storia della città. Il monastero fu edificato nel 1699 per volontà di suor Teresa Adami di Nardò che, vestito l'abito dei carmelitani, lo diresse per molti anni come superiora. L'approvazione e il riconoscimento di tale monastero di clausura da parte della Santa Sede avvenne il 17 gennaio 1699, a seguito dell'interessamento del cardinale Giuseppe Renato Imperiali, che lo sostenne con generose donazioni. 
Passati circa cinquant'anni dalla fondazione, le suore promossero l'erezione della chiesa dedicata a santa Teresa di Gesù, in ricordo della loro fondatrice. Le suore, pur prive di mezzi, ne cominciarono la costruzione durante l'episcopato di Francesco Carafa (1736-1754), fino al completamento ella consacrazione compiuta dal vescovo Marco Petruccelli il 10 novembre 1769. 
La fabbrica è molto articolata, a partire dalla facciata esterna costruita intorno al 1750, modulata secondo due ordini sovrapposti che si ripetono anche nelle due ali concave che contengono la scalinata. Architettonicamente l'edificio sacro si ripropone come una reinterpretazione, in stile rococò, della chiesa della Purità, eretta da Ferdinando Sanfelice circa quarant'anni prima.
L'interno è a navata unica e su ogni parete si aprono le cappelle incorniciate, entro le estremità concave, da paraste. La volta a crociera è ricca di altorilievi a stucco, così come tutto l'apparato decorativo dell'interno. Sono presenti tre altari: quello maggiore conserva la pala raffigurante l'Estasi di santa Teresa di Vincenzo Fato (XVIII secolo); nella cappella di destra è conservata la pala raffigurante Santa Teresa e san Giuseppe, sempre di Vincenzo Fato (1760); la cappella di sinistra è dedicata a San Giovanni della Croce. Di pregevole fattura, inoltre, il pulpito in legno, opera di un artigiano meridionale della metà del XVIII secolo, e la cantoria con organo, risalente alla metà del Settecento.